# Michail Michailowitsch Kotjukow

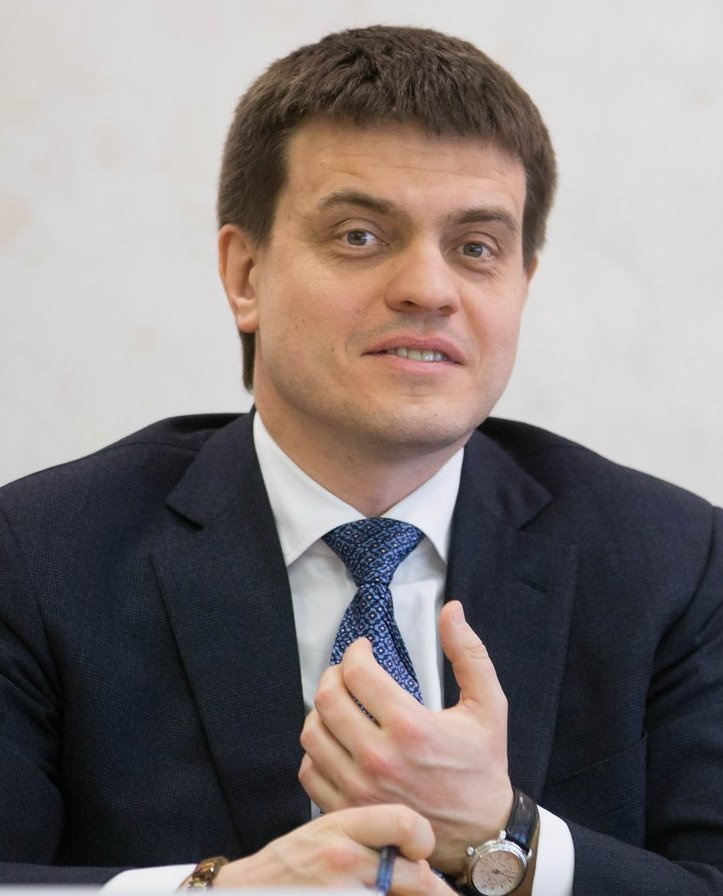
Michail Kotjukow (2018)

Michail Michailowitsch Kotjukow (russisch Михаил Михайлович Котюков; * 21. Dezember 1976 in Krasnojarsk, Sowjetunion) ist ein russischer Politiker (Einiges Russland). Von 2018 bis 2020 war er Minister für Wissenschaft und höhere Bildung der Russischen Föderation. Seit 2023 ist er Gouverneur der Region Krasnojarsk.

## Leben
Kotjukow absolvierte 1999 die Krasnojarsker Staatliche Universität als Wirtschaftswissenschaftler für Finanz- und Kreditwesen. Von November 1997 bis Dezember 2000 arbeitete als Chefökonom einer Kreditabteilung sowie Leiter der Kontroll- und Revisionsabteilung der Hauptfinanzverwaltung der Region Krasnojarsk. Von Juli 2001 bis März 2002 war er Chef der Finanzabteilung der Offenen Aktiengesellschaft Krasnojarskagropromstroi. Die Firma war für den Bau eines Teils der Fernverkehrsstraße M53 zuständig. Von Mai 2002 bis März 2003 war er als führender Spezialist einer Abteilung für Budgetpolitik, Finanz- und Kreditmittel sowie Chef einer Abteilung für Investitionsmittel und Ökologie in der Verwaltung Krasnojarsks tätig. Von März 2003 bis März 2007 arbeitete er in der Krasnojarsker Regionalverwaltung als stellvertretender Chef der Finanzhauptverwaltung. Ab Oktober 2005 war Kotjukow 1. Stellvertreter des Bereichsleiters für Finanzen.
Von März bis Juli 2007 war er Prorektor der Wirtschaftswissenschaften und Finanzen der Sibirischen Föderalen Universität.
Kotjukow ist verheiratet. Er ist Vater eines Sohnes und einer Tochter.

## Politik
Von Juli 2007 bis Juli 2008 war Kotjukow stellvertretender Gouverneur der Region Krasnojarsk und Leiter des Bereichs Finanzen der Regionalverwaltung. Von Juli 2008 bis April 2010 war er Finanzminister der Region Krasnojarsk, ab Dezember 2008 zusätzlich Stellvertreter des Vorsitzenden der Regierung.
Von April 2010 bis Juni 2012 leitete er den Bereich Budgetpolitik für Wissenschaft und Soziales beim Finanzministerium der Russischen Föderation. Vom 13. Juni 2012 bis 24. Oktober 2013 war er Stellvertreter des amtierenden Finanzministers Siluanow und leitete die Finanzierung des sozialen Sektors, darunter auch der Wissenschaft. Am 24. Oktober 2013 wurde er Leiter der Föderale Agentur wissenschaftlicher Organisationen (FAWO). Die Behörde wurde im September 2013 im Zuge der Reform der Russischen Akademie der Wissenschaften gegründet. Die Tätigkeit Kotjukows zog von Seiten der wissenschaftlichen Gemeinschaft Kritik auf sich. Insbesondere der Präsident der Akademie der Wissenschaften Sergejew kritisierte die starke Zunahme der Bürokratisierung der wissenschaftlichen Tätigkeit, den vergrößerten Verwaltungsapparat bei gleichzeitiger Verschlechterung der Qualität der Verwaltungsarbeit. Außerdem beklagte er die Einmischung der Behörde in das Management der wissenschaftlichen Forschungsarbeit.
Vom 18. Mai 2018 bis zum 21. Januar 2020 war Kotjukow Minister für Wissenschaft und höhere Bildung und vom 2. März 2020 bis 21. April 2023 stellvertretender Finanzminister der Russischen Föderation.
Am 20. April 2023 wurde Michail Kotjukow per Dekret des russischen Präsidenten zum kommissarischen Gouverneur der Region Krasnojarsk ernannt. Als Kandidat von Einiges Russland wurde er bei der Gouverneurswahl in der Region Krasnojarsk 2023 mit 70,21 % der Stimmen zum Gouverneur gewählt. Seine Amtszeit begann am 19. September.
Seit Dezember 2018 ist Kotjukow Mitglied des Obersten Rats von Einiges Russland.
Seit 2022 ist er Wirklicher Staatsrat 3. Klasse der Russischen Föderation.

## Auszeichnungen
- Medaille des Verdienstordens für das Vaterland
  - II. Klasse (2012)[2]
  - I. Klasse (2022)[2]
- Orden der Freundschaft (2014)[2]
- Danksagung des Präsidenten der Russischen Föderation (2011, 2014)